# Mount Malville
Mount Malville ist ein 1030 m hoher Berg im westantarktischen Queen Elizabeth Land. In der nördlichen Forrestal Range der Pensacola Mountains ragt er 8 km südwestlich des Ackerman-Nunataks auf.
Der United States Geological Survey kartierte ihn anhand eigener Vermessungen und Luftaufnahmen der United States Navy aus den Jahren von 1956 bis 1966. Das Advisory Committee on Antarctic Names benannte ihn 1968 nach John McKim Malville (* 1934), Polarlichtforscher auf der Ellsworth-Station im antarktischen Winter 1957.